# 버나드 바루크
버나드 맨스 바루크(Bernard Mannes Baruch 1870년 8월 19일 ~ 1965년 6월 20일)는 미국의 성공적인 재정가이자 제1차 세계 대전이 일어난 동안 전쟁 산업 위원회의 의장을 지냈다. 제2차 세계 대전 후에 그는 유엔원자력위원회의 미국 대표였다. 또한 냉전이라는 용어를 처음 사용한 것으로 알려졌다.

## 어린 시절
사우스캐롤라이나주 캠던의 유대인 집안에서 태어났다. 모친이 오래된 사우스캐롤라이나주 가족에서 온 동안 그의 부친 사이먼 바루크는 남군에서 군의관이었다. 버나드가 어린 소년이었을 때 그의 가족은 뉴욕으로 이주하였고, 그는 공공 학교들에서 자신의 교육을 받았다. 그는 1889년 뉴욕 시립 대학을 졸업하여 곧 월스트리트의 중개업자 A. A. 하우스먼 앤드 컴퍼니에 가입하였다. "밀수업자"로서 시작한 바루크는 회사에서 파트너십으로 급상승하였다. 그는 1903년 자신 소유의 회사를 발포하였고, 1910년까지 실질적이고 안전한 재산을 쌓았다.

## 가족
바루크는 1897년 뉴욕의 애니 그리핀에게 결혼하였다. 그들에게 3명의 자식들이 태어났다. 바루크는 가장 경쟁 남자로 지내오고, 그의 결혼 생활은 행복하였고, 그의 경력은 번영하였으며 그는 스포츠와 극장을 위한 시간을 가졌다. 아직 바루크에게 월스트리트의 거물들로부터 그를 다소 다르게 만든 또다른 면이 있었다. 그의 유대인 가족은 돈 버는 것에보다 학문과 서비스에 더욱 많은 가치를 두었다.

## 제1차 세계 대전
1912년 대통령 선거 운동이 있는 동안 우드로 윌슨은 처음에 바루크를 민주당 정치로 데려왔으나 친밀한 윌슨의 집단에서 바루크가 직위를 받아들인 1916년까지 일어나지 않았다. 바루크는 1917년 4월 전쟁이 선언되었을 때 국방 이사회의 자문위원회에 봉사하고 있었다. 7월 그는 새롭게 창조된 전쟁 산업 위원회의 일원으로 임명되었다. 전쟁부가 1917년 ~ 1918년의 겨울 동안 경제적 동원을 통제하는 데 그 기회를 어지럽힐 때 바루크가 위원회의 의장이 되어야 하는 윌슨 대통령에게 명백해졌다.

## 양대전 사이

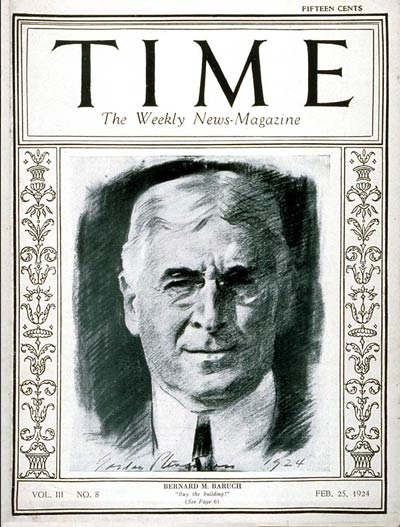
타임 잡지의 표지에 나온 바루크의 모습 (1924년 2월 25일)

바루크가 다른이들의 업무로부터 자신의 업무를 구별짓는 데 어려운 의장이 되었을 때 전쟁부, 철도의 운영과 연료와 식량의 통제에서 너무 많은 것들이 유입되었다. 개혁의 힘이 모든 방향에서 수렴하였다. 미국이 전쟁의 말기까지 대량에서 그 산업적 조직을 완료하거나 전쟁 물자를 생산하지 않았어도 바루크는 국가의 역사상 처음으로 미국의 경제력 조정에서 성공하였다. 1930년대에 그가 대공황을 싸우는 데 국가를 결성했을 때 그의 업무는 프랭클린 D. 루스벨트 대통령에게 간과되지 않은 선례를 정하였다.
베르샤유 조약이 실패하고 1920년대의 경제의 국가주의가 강화되면서 바루크는 세계 정세에 관하여 비관적이었다. 그는 정치적으로 거의 반역적으로 숙고되었던 기간에 산업적 준비를 위하여 싸웠다. 그는 민주당 정치에서 활동으로 남아있었고 대통령직을 위하여 1924년 윌리엄 G. 매카두와 1928년 앨 스미스를 성원하였다. 제1차 세계 대전으로부터 그가 개인적으로 이익을 준 악의와 거짓 혐의는 그를 깊게 아픔을 주었다. 그는 또한 반유대주의 공격들에 종속되었다. 아마도 자신의 신문 〈Dearborn Independent〉에서 세계의 경제를 통제하는 데 유대인의 불법 공모의 일부로서 바루크를 비난한 헨리 포드에 의하여 큰 타격이 닥쳤다.

## 제2차 세계 대전

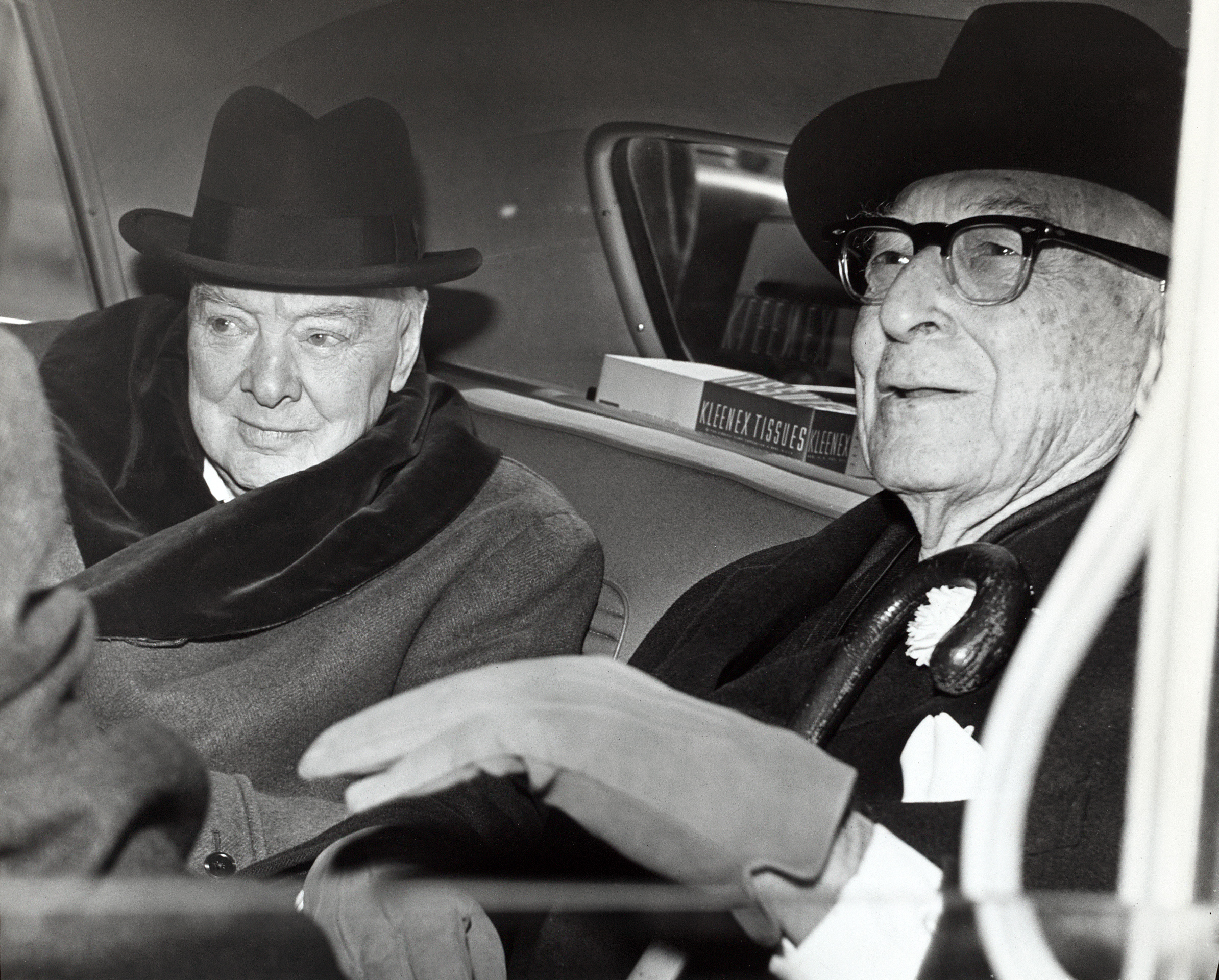
윈스턴 처칠 전 영국 총리와 함께 (1961년 4월 14일)

바루크는 포드의 모욕죄로부터 회복되지 않았고, 자동차 중재에 의한 끔찍한 상처 때문에 제2차 세계 대전이 일어난 동안 공공적 직위들을 거부하였다. 바루크는 전쟁이 일어난 동안 자산 선택 없이 봉사했을 수도 있었으나 그는 영향을 미치지 않았다. 그 일은 1942년의 고무 위기의 해결을 위한 단계를 세운 "바루크 보고"로 연합국의 승리에 매우 중요하였다. 그것은 전쟁 동원 사무소의 국장을 위하여 사우스캐롤라이나주의 제임스 F. 번스를 추천한 바루크였다. "공원 벤치의 정치가"인 바루크는 동원 해제를 위한 계획들과 전쟁 이후의 경제 계획에 열심히 일을 하였다. 그는 자신이 루스벨트의 사망 소식을 들을 때 대통령의 사절로 영국으로 임무를 수행 중이었다.

## 유엔
75세의 나이에 바루크는 유엔원자력위원회에 미국 대표로서 자신의 마지막 공개 임무를 수행하였다. 원자력의 국제적 통제를 위한 바루크 계획은 검사 문제에 흔들렸고, 빠르게 냉전의 정치에서 자수되었다. 몇몇의 학자들은 제안을 원자력 무기들의 독점을 유지하는 데 미국에 의한 미수로서 보았으나 당시 어떤 소련의 정치가들 마저 그것을 중요한 협상들을 위한 유요한 첫번째 위치로 보았다.

## 이후의 세월
1947년 1월 바루크는 유엔원자력위원회로부터 사임을 하였다. 그는 정치와 국제 정세에서 흥미있는 것으로 남았으나 국가의 주목을 피하였다. 그는 현실적인 삶을 되돌아 볼 수 있었다. "월스트리트의 늑대"는 우드로 윌슨에서 정치적 선도자를 찾았다. 그는 대통령들의 고문과 최후적으로 미국의 연장 정치가가 되는 데 자신의 기원, 월스트리트에 자신의 업무와 자신의 종교를 둘러싸는 편견을 극복하였다.
1965년 6월 20일 94세의 나이로 뉴욕 맨해튼에서 사망하였다. 그는 퀸스 플러싱에 있는 공동 묘지에 안장되었다.